# Chrysobothris iris
Chrysobothris iris es una especie de escarabajo del género Chrysobothris, familia Buprestidae. Fue descrita científicamente por Van Dyke en 1937.